# Samsu-iluna
Samsu-Iluna (Samsuiluna) was de koning van Babylon, die heerste van 1749 v.Chr. tot 1712 v.Chr. (middelste chronologie). 
Hij was zoon van Hammurabi. Tijdens het bewind van Samsu-Iluna verloor het Oud-Babylonische Rijk veel van zijn provincies. Eshnunna kwam in opstand, maar werd verpletterd. Maar wel moest Samsu-Iluna toezien hoe de rebellenleider Ilum-ma-ilī een eigen dynastie stichtte in de moerassige zuidelijkste provincie van Babylonië, het Zeeland. Ilum-ma-ilī die zich voordeed als een nakomeling van Damiq-Ilishu, de laatste koning van Isin, begon een opstand tegen Samsu-Iluna in de Sumerische streek ten zuiden van Nippur.
Samsu-Iluna vocht ook tegen Rim-Sin II van Larsa. Rim-Sin veroverde Nippur in 1742, maar hij werd het jaar daarop verslagen. Samsu-Iluna wist namelijk de loop van de Eufraat om te buigen en Nippur van de toevoer van zoet water af te snijden, dit leidde tot verzilting en een economische ramp voor de stad. Toch was het bewind van Samsu-iluna het begin van de proces van inkrimping van het gezagsbereik van Babylon.
Het merendeel van de strijd had echter plaats aan de grens met Elam en Sumer voordat Rim-Sin II werd gevangengenomen en geëxecuteerd. Tijdens de oorlog vernietigde hij ook gedeeltelijk de steden Ur en Uruk. Kutir-Nahhunte I, de koning van Elam, die eveneens werd aangevallen door Samsu-Iluna, versloeg hem en Elam herwon haar onafhankelijkheid op Babylon. Larsa, Ur en Uruk werden in 1738 opgegeven, Nippur en Isin tegen 1720 en hun bevolking verhuisde naar steden als Kish. De grip op het zuiden werd steeds zwakker. Er kwamen twee golven vluchtelingen uit het zuiden op gang. De eerste had te maken met de opstanden van Rim-Sin II in Larsa en Rim-Anum in Uruk. Hoewel Samsu-iluna erin slaagde deze opstanden neer te slaan blijven sinds zijn 12e regeringsjaar berichten uit Ur, Larsa, Uruka en Kutalla achterwege. De achtergrond is niet helemaal duidelijk. Het kan een Elamitische inval geweest zijn, maar een ecologische ramp is niet uit te sluiten. De tweede golf kwam na het 30e jaar. In deze tijd zag Samsu-iluna zich gedwongen om Isin en Nippur op te geven. De laatste teksten uit Nippur zijn gedateerd met een jaarnaam van Ilumma-ilum, een koning van de dynastie van het Zeeland. Daarover is weinig bekend, maar het laat wel zien dat Babylon zijn gezag over het zuiden verloren had.
Maar ook in het noorden ging het niet goed. Er waren waarschijnlijk een aantal misoogsten. Onder koning Yapah-Sumu[abu?] en zijn opvolgers Iṣī-Sumuabi en Yadih-Abu wist het land van H̬ana enige tijd zijn zelfstandigheid te herwinnen. Het strekte uit over een gebied aan de H̬abur en de Eufraat dat goed te vergelijken is aan het koninkrijk van Mari, ook al lag die stad zelf in puin. Samsu-iluna beweert in zijn 28e jaar het gebied weer heroverd te hebben en in het zuiden ervan, in de stad Haradum wordt dat ook door vondsten bevestigd.
Ook de grip op Assyrië begon te verzwakken, ook al nam Samsu-Iluna de oude hoofdstad van Samsi-addu, Šubat-Enlil in. Hij doodde de plaatselijke koning Jakun-ašar en verwoestte de stad die nooit meer bewoond zou worden, maar het machtscentrum verschoof weer terug naar de stad Aššur en na een verwarde tijd met burgeroorlog wist Assyrië weer een Akkadische vorst de Amorieten te verdrijven. 
Bovendien kwam Samsu-iluna in conflict met de Kassieten (1741 v.Chr.) die waarschijnlijk in het Zagrosgebergte huisden. 